# Laraos (Huarochirí)
Laraos es una localidad peruana ubicada en la región Lima, provincia de Huarochiri, distrito de Laraos. Se encuentra a una altitud de 3662 m s. n. m. Tiene una población de 271 habitantes en 1993.
El pueblo de Laraos fue declarado monumento histórico del Perú el 3 de junio de 1991 mediante el RJN° 782-91-INC/J.

## Clima
| Parámetros climáticos promedio de Laraos | Parámetros climáticos promedio de Laraos | Parámetros climáticos promedio de Laraos | Parámetros climáticos promedio de Laraos | Parámetros climáticos promedio de Laraos | Parámetros climáticos promedio de Laraos | Parámetros climáticos promedio de Laraos | Parámetros climáticos promedio de Laraos | Parámetros climáticos promedio de Laraos | Parámetros climáticos promedio de Laraos | Parámetros climáticos promedio de Laraos | Parámetros climáticos promedio de Laraos | Parámetros climáticos promedio de Laraos | Parámetros climáticos promedio de Laraos |
| Mes                                      | Ene.                                     | Feb.                                     | Mar.                                     | Abr.                                     | May.                                     | Jun.                                     | Jul.                                     | Ago.                                     | Sep.                                     | Oct.                                     | Nov.                                     | Dic.                                     | Anual                                    |
| ---------------------------------------- | ---------------------------------------- | ---------------------------------------- | ---------------------------------------- | ---------------------------------------- | ---------------------------------------- | ---------------------------------------- | ---------------------------------------- | ---------------------------------------- | ---------------------------------------- | ---------------------------------------- | ---------------------------------------- | ---------------------------------------- | ---------------------------------------- |
| Temp. media (°C)                         | 7.5                                      | 7.6                                      | 7.2                                      | 7.1                                      | 5.8                                      | 4.7                                      | 4.3                                      | 4.6                                      | 5.4                                      | 6.1                                      | 6.4                                      | 6.8                                      | 6.1                                      |
| Fuente: climate-data.org                 |                                          |                                          |                                          |                                          |                                          |                                          |                                          |                                          |                                          |                                          |                                          |                                          |                                          |